# Pseudojuloides proserpina
Pseudojuloides proserpina là một loài cá biển thuộc chi Pseudojuloides trong họ Cá bàng chài. Loài này được mô tả lần đầu tiên vào năm 2020.

## Từ nguyên
Từ định danh của loài được đặt theo tên của nữ thần Persephone, con gái của Zeus, bị Pluto (hoặc Hades) bắt cóc xuống địa phủ để làm vợ, hàm ý đề cập đến sắc đen trên toàn bộ cơ thể của cá đực, cũng như việc loài này có quan hệ gần với Pseudojuloides pluto, loài được đặt theo tên của thần Pluto.
Tên thông thường của loài này, bàng chài quả lựu, hàm ý đề cập đến hoa văn tổ ong ở sau vây ngực như bên trong của quả lựu, một biểu tượng liên quan đến Persephone. Chính vì ăn những quả lựu nên Persephone không thể quay về thiên đình trong một thời gian.

## Phạm vi phân bố
Duy nhất một mẫu vật của cá đực được thu thập ngoài khơi đảo Fatu Hiva (thuộc quần đảo Marquesas) ở độ sâu 25 m. Có lẽ, P. proserpina là một loài đặc hữu của khu vực này.

## Mô tả
Mẫu định danh của loài có chiều dài cơ thể đo được là 9,1 cm. Tuy không tìm thấy mẫu vật của cá cái, P. proserpina cái vẫn được suy đoán là có màu sắc tương tự như P. pluto và P. atavai. Cả 3 loài này đều có sư tương tự nhau về hình thái, kiểu màu và số lượng các tia vây.
Cá đực có màu tím rất sẫm, gần như đen. Vùng thân ở sau vây ngực trải rộng đến gốc vây hậu môn có màu hồng da cam; vảy viền màu hoa cà tạo thành hoa văn tổ ong ở vùng thân này. Vây lưng và vây hậu môn màu vàng; phía trước vây lưng có đốm đen. Hai thùy đuôi tiệp màu với thân, vùng giữa vây trong mờ với các tia màu cam. Vây ngực trong suốt, phớt cam. Vây bụng trong mờ, màu vàng.
Số gai ở vây lưng: 9; Số tia vây ở vây lưng: 11; Số gai ở vây hậu môn: 3; Số tia vây ở vây hậu môn: 12; Số tia vây ở vây ngực: 13; Số gai ở vây bụng: 1; Số tia vây ở vây bụng: 5.

### Trích dẫn
- "Two New Species of Pencil Wrasses (Teleostei: Labridae: Pseudojuloides) from Micronesia and the Marquesan Islands" (PDF). Copeia. Quyển 108 số 3. 2020. tr. 679–691. {{Chú thích tạp chí}}: Đã bỏ qua tham số không rõ |authors= (trợ giúp)